# BAFTA (премия, 2005)
58-я церемония вручения наград премии BAFTA

12 февраля 2005
Лучший фильм: 

Авиатор 

The Aviator
Лучший британский фильм: 

Моё лето любви 

My Summer of Love
Лучший неанглоязычный фильм: 

Дневники мотоциклиста 

Diarios de motocicleta
< 57-я Церемонии вручения 59-я >
58-я церемония вручения наград премии BAFTA, учреждённой Британской академией кино и телевизионных искусств, за заслуги в области кинематографа за 2004 год состоялась в Лондоне 12 февраля 2005 года.
Приз зрительских симпатий — Audience Award: Orange Film of the Year — получил фильм режиссёра Альфонсо Куарона «Гарри Поттер и узник Азкабана». Фильм был заявлен ещё в четырёх номинациях, но не выиграл ни в одной из них.

## Полный список победителей и номинантов
| Победители выделены отдельным цветом. |

### Основные категории
| Категории                         | Победитель и номинанты                                                                          |
| --------------------------------- | ----------------------------------------------------------------------------------------------- |
| Лучший фильм                      | • «Авиатор» — Майкл Манн, Сэнди Климан, Грэм Кинг, Чарльз Эванс мл.                             |
| Лучший фильм                      | • «Вера Дрейк» — Саймон Чэннинг-Уильямс, Ален Сард                                              |
| Лучший фильм                      | • «Вечное сияние чистого разума» — Стив Голин, Энтони Брегман                                   |
| Лучший фильм                      | • «Волшебная страна» — Ричард Глэдстайн, Нелли Беллфлауэр                                       |
| Лучший фильм                      | • «Дневники мотоциклиста» — Майкл Нозик, Эдгард Тененбаум, Карен Тенхофф                        |
| Лучший британский фильм           | • «Моё лето любви» — Крис Коллинз, Таня Сегачьян, Павел Павликовский                            |
| Лучший британский фильм           | • «Ботинки мертвеца» — Марк Герберт, Шейн Медоуз                                                |
| Лучший британский фильм           | • «Вера Дрейк» — Саймон Чэннинг-Уильямс, Ален Сард, Майк Ли                                     |
| Лучший британский фильм           | • «Гарри Поттер и узник Азкабана» — Дэвид Хейман, Альфонсо Куарон, Крис Коламбус, Марк Радклифф |
| Лучший британский фильм           | • «Зомби по имени Шон» — Эдгар Райт, Нира Парк                                                  |
| Лучший неанглоязычный фильм       | • «Дневники мотоциклиста» (режиссёр — Вальтер Саллес; страна — Аргентина)                       |
| Лучший неанглоязычный фильм       | • «Дурное воспитание» (режиссёр — Педро Альмодовар; страна — Испания)                           |
| Лучший неанглоязычный фильм       | • «Дом летающих кинжалов» (режиссёр — Чжан Имоу; страна — Китай)                                |
| Лучший неанглоязычный фильм       | • «Долгая помолвка» (режиссёр — Жан-Пьер Жёне; страна — Франция)                                |
| Лучший неанглоязычный фильм       | • «Хористы» (режиссёр — Кристоф Барратье; страна — Франция)                                     |
| Лучшая режиссёрская работа        | • Майк Ли — «Вера Дрейк»                                                                        |
| Лучшая режиссёрская работа        | • Мартин Скорсезе — «Авиатор»                                                                   |
| Лучшая режиссёрская работа        | • Майкл Манн — «Соучастник»                                                                     |
| Лучшая режиссёрская работа        | • Марк Форстер — «Волшебная страна»                                                             |
| Лучшая режиссёрская работа        | • Мишель Гондри — «Вечное сияние чистого разума»                                                |
| Лучшая мужская роль               | • Джейми Фокс — «Рэй»                                                                           |
| Лучшая мужская роль               | • Леонардо Ди Каприо — «Авиатор»                                                                |
| Лучшая мужская роль               | • Джонни Депп — «Волшебная страна»                                                              |
| Лучшая мужская роль               | • Джим Керри — «Вечное сияние чистого разума»                                                   |
| Лучшая мужская роль               | • Гаэль Гарсиа Берналь — «Дневники мотоциклиста»                                                |
| Лучшая женская роль               | • Имельда Стонтон — «Вера Дрейк»                                                                |
| Лучшая женская роль               | • Шарлиз Терон — «Монстр»                                                                       |
| Лучшая женская роль               | • Чжан Цзыи — «Дом летающих кинжалов»                                                           |
| Лучшая женская роль               | • Кейт Уинслет — «Вечное сияние чистого разума»                                                 |
| Лучшая женская роль               | • Кейт Уинслет — «Волшебная страна»                                                             |
| Лучшая мужская роль второго плана | • Клайв Оуэн — «Близость»                                                                       |
| Лучшая мужская роль второго плана | • Фил Дэвис — «Вера Дрейк»                                                                      |
| Лучшая мужская роль второго плана | • Алан Алда — «Авиатор»                                                                         |
| Лучшая мужская роль второго плана | • Джейми Фокс — «Соучастник»                                                                    |
| Лучшая мужская роль второго плана | • Родриго де ла Серна — «Дневники мотоциклиста»                                                 |
| Лучшая женская роль второго плана | • Кейт Бланшетт — «Авиатор»                                                                     |
| Лучшая женская роль второго плана | • Хизер Крэйни — «Вера Дрейк»                                                                   |
| Лучшая женская роль второго плана | • Натали Портман — «Близость»                                                                   |
| Лучшая женская роль второго плана | • Джули Кристи — «Волшебная страна»                                                             |
| Лучшая женская роль второго плана | • Мерил Стрип — «Манчжурский кандидат»                                                          |
| Лучший адаптированный сценарий    | • «На обочине» — Александр Пэйн, Джим Тейлор                                                    |
| Лучший адаптированный сценарий    | • «Близость» — Патрик Марбер                                                                    |
| Лучший адаптированный сценарий    | • «Хористы» — Кристоф Барратье, Филипп Лопе-Кюрваль                                             |
| Лучший адаптированный сценарий    | • «Волшебная страна» — Дэвид Мэги                                                               |
| Лучший адаптированный сценарий    | • «Дневники мотоциклиста» — Хосе Ривера                                                         |
| Лучший оригинальный сценарий      | • «Вечное сияние чистого разума» — Чарли Кауфман                                                |
| Лучший оригинальный сценарий      | • «Авиатор» — Джон Логан                                                                        |
| Лучший оригинальный сценарий      | • «Вера Дрейк» — Майк Ли                                                                        |
| Лучший оригинальный сценарий      | • «Рэй» — Джеймс Л. Уайт                                                                        |
| Лучший оригинальный сценарий      | • «Соучастник» — Стюарт Битти                                                                   |

### Другие категории
| Категории                                                                                | Победитель и номинанты                                                    |
| ---------------------------------------------------------------------------------------- | ------------------------------------------------------------------------- |
| Лучшая музыка к фильму                                                                   | • «Дневники мотоциклиста» — Густаво Сантаолалья                           |
| Лучшая музыка к фильму                                                                   | • «Авиатор» — Говард Шор                                                  |
| Лучшая музыка к фильму                                                                   | • «Волшебная страна» — Ян Качмарек                                        |
| Лучшая музыка к фильму                                                                   | • «Рэй» — Крэйг Армстронг                                                 |
| Лучшая музыка к фильму                                                                   | • «Хористы» — Брюно Куле                                                  |
| Лучшая операторская работа                                                               | • «Соучастник» — Дион Биби, Пол Кэмерон                                   |
| Лучшая операторская работа                                                               | • «Авиатор» — Роберт Ричардсон                                            |
| Лучшая операторская работа                                                               | • «Волшебная страна» — Роберто Шэфер                                      |
| Лучшая операторская работа                                                               | • «Дневники мотоциклиста» — Эрик Готье                                    |
| Лучшая операторская работа                                                               | • «Дом летающих кинжалов» — Чжао Сяодин                                   |
| Лучшие визуальные эффекты                                                                | • «Послезавтра» — Карен Гулкас, Нил Корболд и другие…                     |
| Лучшие визуальные эффекты                                                                | • «Авиатор» — Роб Легато, Пит Трэверс и другие…                           |
| Лучшие визуальные эффекты                                                                | • «Гарри Поттер и узник Азкабана» — Джон Ричардсон, Тим Бёрк и другие…    |
| Лучшие визуальные эффекты                                                                | • «Дом летающих кинжалов» — Энджи Лэм, Энди Браун и другие…               |
| Лучшие визуальные эффекты                                                                | • «Человек-паук 2» — Джон Дайкстра, Скотт Стокдик и другие…               |
| Лучший грим                                                                              | • «Авиатор» — Мораг Росс, Кэтрин Блонделл, Шан Григг                      |
| Лучший грим                                                                              | • «Вера Дрейк» — Кристин Бланделл                                         |
| Лучший грим                                                                              | • «Волшебная страна» — Кристин Бланделл                                   |
| Лучший грим                                                                              | • «Гарри Поттер и узник Азкабана» — Аманда Найт, Эйтн Феннелл, Ник Дадмен |
| Лучший грим                                                                              | • «Дом летающих кинжалов» — Квон Ли-На, Янг Зяохай, Чау Сиу-Муи           |
| Лучший дизайн костюмов                                                                   | • «Вера Дрейк» — Жаклин Дюрран                                            |
| Лучший дизайн костюмов                                                                   | • «Авиатор» — Сэнди Пауэлл                                                |
| Лучший дизайн костюмов                                                                   | • «Венецианский купец» — Сэмми Шелдон                                     |
| Лучший дизайн костюмов                                                                   | • «Волшебная страна» — Александра Бирн                                    |
| Лучший дизайн костюмов                                                                   | • «Дом летающих кинжалов» — Эми Уэда                                      |
| Лучшая работа художника-постановщика                                                     | • «Авиатор» — Данте Ферретти                                              |
| Лучшая работа художника-постановщика                                                     | • «Вера Дрейк» — Ив Стюарт                                                |
| Лучшая работа художника-постановщика                                                     | • «Волшебная страна» — Джемма Джексон                                     |
| Лучшая работа художника-постановщика                                                     | • «Гарри Поттер и узник Азкабана» — Стюарт Крэйг                          |
| Лучшая работа художника-постановщика                                                     | • «Дом летающих кинжалов» — Тингсяо Ху                                    |
| Лучший монтаж                                                                            | • «Вечное сияние чистого разума» — Валдис Оскарсдоттир                    |
| Лучший монтаж                                                                            | • «Авиатор» — Тельма Скунмейкер                                           |
| Лучший монтаж                                                                            | • «Вера Дрейк» — Джим Кларк                                               |
| Лучший монтаж                                                                            | • «Дом летающих кинжалов» — Ченг Лонг                                     |
| Лучший монтаж                                                                            | • «Соучастник» — Джим Миллер, Пол Рубелл                                  |
| Лучший звук                                                                              | • «Рэй» — Скотт Миллан, Боб Бимер и другие…                               |
| Лучший звук                                                                              | • «Авиатор» — Филип Стоктон, Том Флайшман и другие…                       |
| Лучший звук                                                                              | • «Дом летающих кинжалов» — Тао Джинг, Роджер Савадж                      |
| Лучший звук                                                                              | • «Соучастник» — Эллиотт Коретц, Ли Орлофф и другие…                      |
| Лучший звук                                                                              | • «Человек-паук 2» — Кевин О’Коннелл, Грег Расселл и другие…              |
| Лучший анимационный короткометражный фильм                                               | • Birthday Boy — Сиджонг Парк, Эндрю Грегори                              |
| Лучший анимационный короткометражный фильм                                               | • City Paradise — Эрика Форзи, Гаэль Дени                                 |
| Лучший анимационный короткометражный фильм                                               | • Heavy Pockets — Джейн Робертсон, Сара Кокс                              |
| Лучший анимационный короткометражный фильм                                               | • His Passionate Bride — Силви Брингас, Моника Форсберг                   |
| Лучший анимационный короткометражный фильм                                               | • Little Things — Дэниэл Гривс                                            |
| Лучший короткометражный фильм                                                            | • The Banker — Келли Броуд, Хэтти Далтон                                  |
| Лучший короткометражный фильм                                                            | • Can’t Stop Breathing — Рэвиндер Басра, Эми Нил                          |
| Лучший короткометражный фильм                                                            | • Elephant Boy — Рене Мохандас, Дюрдана Шейк                              |
| Лучший короткометражный фильм                                                            | • Knitting A Love Song — Дебби Бэллин, Энни Уотсон                        |
| Лучший короткометражный фильм                                                            | • Six Shooter — Миа Бэйс, Кентон Аллен, Мартин Макдонах                   |
| Премия им. Карла Формана за лучший дебют британского сценариста, режиссёра или продюсера | • «Путь жизни» — Амма Асанте (режиссёр, сценарист)                        |
| Премия им. Карла Формана за лучший дебют британского сценариста, режиссёра или продюсера | • «После жизни» — Андреа Гибб (сценарист)                                 |
| Премия им. Карла Формана за лучший дебют британского сценариста, режиссёра или продюсера | • «Слоёный торт» — Мэттью Вон (режиссёр)                                  |
| Премия им. Карла Формана за лучший дебют британского сценариста, режиссёра или продюсера | • «Дорогой Фрэнки» — Шона Ауэрбах (режиссёр)                              |
| Премия им. Карла Формана за лучший дебют британского сценариста, режиссёра или продюсера | • «Зомби по имени Шон» — Нира Парк (продюсер)                             |
| Michael Balcon Award за вклад в развитие британского кинематографа                       | • Анджела Аллен — деятель киноиндустрии                                   |
| BAFTA Academy Fellowship Award                                                           | • Джон Барри — композитор                                                 |
| BAFTA Academy Fellowship Award                                                           | • Дэвид Фрост — писатель, журналист                                       |